# Wladimir Plotnikow
Wladimir Alexandrowitsch Plotnikow (russisch Владимир Александрович Плотников; * 3. April 1986 in Alma-Ata, Kasachische SSR) ist ein kasachischer Fußballtorwart, der seit 2020 bei Ordabassy Schymkent in der Premjer-Liga unter Vertrag steht.

## Karriere
Plotnikow begann seine Karriere beim FK Taras, für den er insgesamt 17 Spiele absolvierte. Nachdem Taras in der Saison 2007 nach 30 Spielen nur 15 Punkte holen konnte und die Saison auf dem letzten Tabellenplatz abschloss, stieg er mit Taras in die Erste Liga ab. In den folgenden Jahren spielte Plotnikow für den FK Qairat Almaty und den ebenfalls aus Almaty stammenden Verein Zesna Almaty.
Zur Saison 2012 wechselte er zum FK Atyrau, für den er am 10. März 2012 im Spiel gegen Ordabassy Schymkent (2:3) im Tor stand. Nachdem er in dieser Saison nur auf zwei Einsätze kam, absolvierte er in der Spielzeit 2013 insgesamt fünf Spiele für Atyrau. Am 13. März 2014 wurde er von Schetissu Taldyqorghan ablösefrei verpflichtet. Seinen ersten Einsatz hatte er am 22. März beim 1:0-Heimsieg gegen  Qairat Almaty. Seit Januar 2015 steht er erneut bei Qairat Almaty unter Vertrag.